# Liste der Mitglieder des Althing 2009
Diese Liste der Abgeordneten im Althing listet die Abgeordneten des isländischen Parlaments Althing direkt nach der Parlamentswahl vom 25. April 2009 auf.
Von den 63 Mandaten entfielen 20 auf die Allianz, 16 auf die Unabhängigkeitspartei, 14 auf die Links-Grüne Bewegung, 9 auf die Fortschrittspartei und 4 auf die Bürgerbewegung. Die Abgeordneten der Bürgerbewegung traten am 18. September 2009 zur neuen Partei Die Bewegung über.
| Name                           | Fraktion                                                     |
| ------------------------------ | ------------------------------------------------------------ |
| Atli Gíslason                  | Links-Grüne Bewegung, seit 21. Mai 2011 fraktionslos         |
| Álfheiður Ingadóttir           | Links-Grüne Bewegung                                         |
| Árni Johnsen                   | Unabhängigkeitspartei                                        |
| Árni Páll Árnason              | Allianz                                                      |
| Árni Þór Sigurðsson            | Links-Grüne Bewegung                                         |
| Ásbjörn Óttarsson              | Unabhängigkeitspartei                                        |
| Ásmundur Einar Daðason         | Links-Grüne Bewegung                                         |
| Ásta Ragnheiður Jóhannesdóttir | Allianz                                                      |
| Birgir Ármannsson              | Unabhängigkeitspartei                                        |
| Birgitta Jónsdóttir            | Bürgerbewegung (seit 24. November 2012 Mitglied der Píratar) |
| Birkir Jón Jónsson             | Fortschrittspartei                                           |
| Bjarni Benediktsson            | Unabhängigkeitspartei                                        |
| Björgvin Guðni Sigurðsson      | Allianz                                                      |
| Björn Valur Gíslason           | Links-Grüne Bewegung                                         |
| Einar K. Guðfinnsson           | Unabhängigkeitspartei                                        |
| Eygló Harðardóttir             | Fortschrittspartei                                           |
| Guðbjartur Hannesson           | Allianz                                                      |
| Guðfríður Lilja Grétarsdóttir  | Links-Grüne Bewegung                                         |
| Guðlaugur Þór Þórðarson        | Unabhängigkeitspartei                                        |
| Guðmundur Steingrímsson        | Fortschrittspartei, seit 22. August 2011 fraktionslos        |
| Gunnar Bragi Sveinsson         | Fortschrittspartei                                           |
| Helgi Hjörvar                  | Allianz                                                      |
| Höskuldur Þórhallsson          | Fortschrittspartei                                           |
| Illugi Gunnarsson              | Unabhängigkeitspartei                                        |
| Jóhanna Sigurðardóttir         | Allianz                                                      |
| Jón Bjarnason                  | Links-Grüne Bewegung                                         |
| Jón Gunnarsson                 | Unabhängigkeitspartei                                        |
| Jónína Rós Guðmundsdóttir      | Allianz                                                      |
| Katrín Jakobsdóttir            | Links-Grüne Bewegung                                         |
| Katrín Júlíusdóttir            | Allianz                                                      |
| Kristján L. Möller             | Allianz                                                      |
| Kristján Þór Júlíusson         | Unabhängigkeitspartei                                        |
| Lilja Mósesdóttir              | Links-Grüne Bewegung, seit 21. Mai 2011 fraktionslos         |
| Lilja Rafney Magnúsdóttir      | Links-Grüne Bewegung                                         |
| Magnús Orri Schram             | Allianz                                                      |
| Margrét Tryggvadóttir          | Bürgerbewegung                                               |
| Oddný G. Harðardóttir          | Allianz                                                      |
| Ólína Kjerúlf Þorvarðardóttir  | Allianz                                                      |
| Ólöf Nordal                    | Unabhängigkeitspartei                                        |
| Pétur Haraldsson Blöndal       | Unabhängigkeitspartei                                        |
| Ragnheiður Elín Árnadóttir     | Unabhängigkeitspartei                                        |
| Ragnheiður Ríkharðsdóttir      | Unabhängigkeitspartei                                        |
| Róbert Marshall                | Allianz                                                      |
| Sigmundur Davíð Gunnlaugsson   | Fortschrittspartei                                           |
| Sigmundur Ernir Rúnarsson      | Allianz                                                      |
| Sigríður Ingibjörg Ingadóttir  | Allianz                                                      |
| Sigurður Ingi Jóhannsson       | Fortschrittspartei                                           |
| Siv Friðleifsdóttir            | Fortschrittspartei                                           |
| Skúli Helgason                 | Allianz                                                      |
| Steingrímur J. Sigfússon       | Links-Grüne Bewegung                                         |
| Steinunn Valdís Óskarsdóttir   | Allianz                                                      |
| Svandís Svavarsdóttir          | Links-Grüne Bewegung                                         |
| Tryggvi Þór Herbertsson        | Unabhängigkeitspartei                                        |
| Unnur Brá Konráðsdóttir        | Unabhängigkeitspartei                                        |
| Valgerður Bjarnadóttir         | Allianz                                                      |
| Vigdís Hauksdóttir             | Fortschrittspartei                                           |
| Þorgerður Katrín Gunnarsdóttir | Unabhängigkeitspartei                                        |
| Þór Saari                      | Bürgerbewegung                                               |
| Þórunn Sveinbjarnardóttir      | Allianz                                                      |
| Þráinn Bertelsson              | Bürgerbewegung, seit 14. August 2009 Links-Grüne Bewegung    |
| Þuríður Backman                | Links-Grüne Bewegung                                         |
| Ögmundur Jónasson              | Links-Grüne Bewegung                                         |
| Össur Skarphéðinsson           | Allianz                                                      |

## Fraktionsaustritte
Bereits im Verlauf des Jahres 2009 änderte sich die Sitzverteilung wie folgt: Allianz 20, Unabhängigkeitspartei 16, Links-Grüne Bewegung 12, Fortschrittspartei 9, Die Bewegung 3, Fraktionslose 3.